# Новик, Дарья Владимировна
Дарья Владимировна Новик (11 мая 2004, Зеленогорск, Красноярский край) — российская футболистка, полузащитница клуба «Чертаново».

## Биография
В детстве занималась настольным теннисом. С 10-летнего возраста занималась футболом в ДЮСШ «Юность» (Зеленогорск) у тренера Сергея Владимировича Долматова. Становилась лучшим игроком первенства Красноярского края (2016), лучшим игроком соревнований «Локобол-2015» в сибирском регионе. В 2016 году перешла в детскую команду красноярского «Енисея», с которой стала бронзовым призёром первенства России в своём возрасте. С 2017 года занималась в московской ДЮСШ «Чертаново» у тренера Любови Комаровой.
В 2020 году переведена в основную команду «Чертаново». В первом сезоне только один раз появилась на поле в высшей лиге России — 22 ноября 2020 года в матче против «Енисея» на 90-й минуте заменила Викторию Дубову. В 2021 году сыграла 9 матчей в высшей лиге и впервые стала выходить в основном составе.
Выступала за юниорскую и молодёжную сборную России.